# Кім Сон Хак
Кім Сон Хак (кор. 김선학; нар. 2 березня 1973) — південнокорейський борець вільного стилю, чемпіон світу серед кадетів, бронзовий призер чемпіонату Азії, срібний призер Кубку світу, учасник Олімпійських ігор.

## Життєпис
Боротьбою почав займатися з 1981 року.
Виступав за Tongu University Sportsclub.
На літніх Олімпійських іграх 1992 року в Барселоні зупинився у кроці від олімпійського п'єдесталу. Вигравши у підгрупі три зустрічі і пргравши в одній американцю Зіку Джонсу, Кім Сон Хак отримав право поборотися за бронзову нагороду з представником Болгарії Валентином Йордановим, але програв з рахунком 3-9 і посів у підсумку четверте місце.

## Спортивні результати на міжнародних змаганнях

### Виступи на Олімпіадах
| Змагання                    | Збірна         | Вагова категорія          | Місце |
| --------------------------- | -------------- | ------------------------- | ----- |
| Літні Олімпійські ігри 1992 | Південна Корея | вільна боротьба, до 52 кг | 4     |

### Виступи на Чемпіонатах світу
| Змагання                        | Збірна         | Вагова категорія          | Місце |
| ------------------------------- | -------------- | ------------------------- | ----- |
| Чемпіонат світу з боротьби 1991 | Південна Корея | вільна боротьба, до 52 кг | 10    |
| Чемпіонат світу з боротьби 1994 | Південна Корея | вільна боротьба, до 57 кг | 9     |

### Виступи на Чемпіонатах Азії
| Змагання                       | Збірна         | Вагова категорія          | Місце  |
| ------------------------------ | -------------- | ------------------------- | ------ |
| Чемпіонат Азії з боротьби 1992 | Південна Корея | вільна боротьба, до 52 кг | Бронза |

### Виступи на Азійських іграх
| Змагання           | Збірна         | Вагова категорія          | Місце |
| ------------------ | -------------- | ------------------------- | ----- |
| Азійські ігри 1990 | Південна Корея | вільна боротьба, до 52 кг | 4     |

### Виступи на Кубках світу
| Змагання                    | Збірна         | Вагова категорія          | Місце  |
| --------------------------- | -------------- | ------------------------- | ------ |
| Кубок світу з боротьби 1991 | Південна Корея | вільна боротьба, до 52 кг | Срібло |

### Виступи на інших змаганнях
| Змагання                           | Збірна         | Вагова категорія          | Місце  |
| ---------------------------------- | -------------- | ------------------------- | ------ |
| Турнір Акрополіса 1990             | Південна Корея | вільна боротьба, до 52 кг | Бронза |
| Гран-прі Німеччини з боротьби 1990 | Південна Корея | вільна боротьба, до 52 кг | 4      |

### Виступи на змаганнях молодших вікових груп
| Змагання                                      | Збірна         | Вагова категорія          | Місце  |
| --------------------------------------------- | -------------- | ------------------------- | ------ |
| Чемпіонат світу з боротьби серед кадетів 1989 | Південна Корея | вільна боротьба, до 51 кг | Золото |